# 이승신
이승신(1969년 10월 22일 ~ )은 대한민국의 배우이다.

## 생애
1969년 10월 22일 친아버지가 사망한 뒤, 유복자로 태어났다. 유년 시절인 5살 때 어머니의 재혼으로 새아버지 슬하에서 자랐다. 1992년 SBS 서울방송 공채 2기 탤런트 정식 데뷔했다
남편은 록 음악 밴드 봄여름가을겨울의 가수 김종진이다.

## 학력
- 신우국민학교 졸업
- 신림여자중학교 졸업
- 미림여자고등학교 졸업
- 성신여자대학교 보건체육학과 학사

## 주요 출연작

### 영화
- 《상사부일체》(2007년)특별출연
- 《여름이 시키는 대로》(2006년) 주연
- 《친절한 금자씨》(2005년)조연
- 《올드보이》(2003년)조연
- 《카리스마》(1996년) 주연
- 《세븐 초콜릿》(2001년)주연

### 광고
- 1997년 《한국가스안전공사》

### 텔레비전 드라마
- KBS2 《203 특별수사대》 주연 《걱정하지마》《가면 속의 천사》 주연
- KBS1 《큰 언니》
- SBS 《엄마의 전성시대》《행복의 시작》《재즈》
- SBS 《사랑의 향기》《모래위의 욕망》《목소리를 낮춰요》
- MBC 《세 친구》《베스트극장 - 두 여자의 사랑》 주연 《이브의 모든 것》
- MBC 《한강수타령》
- EBS 《학교 이야기》
- EBS 《환경전사 젠타포스》

### 연극
- 《어떤 테러》(1996년)

### 교양
- 이승신의 OBS《마님의 식탁》 MC
- 이승신의 《그남자 그여자》 MC

### 예능
- MBC 기분좋은날
- TV조선 알콩달콩
- MBC 《행복주식회사》
- MBC 《세바퀴》
- SBS 《자기야》
- SBS 《좋은 아침》
- KBS2 《가족의 품격 풀하우스》
- KBS2 《비타민》
- KBS1 《아침마당》
- KBS2 《생생정보통》
- TV조선 《속사정》
- MBN 《속풀이쇼 동치미》
- KBS1 《TV는 사랑을 싣고》